# Cathédrale de la Nativité-du-Christ de Shkodër

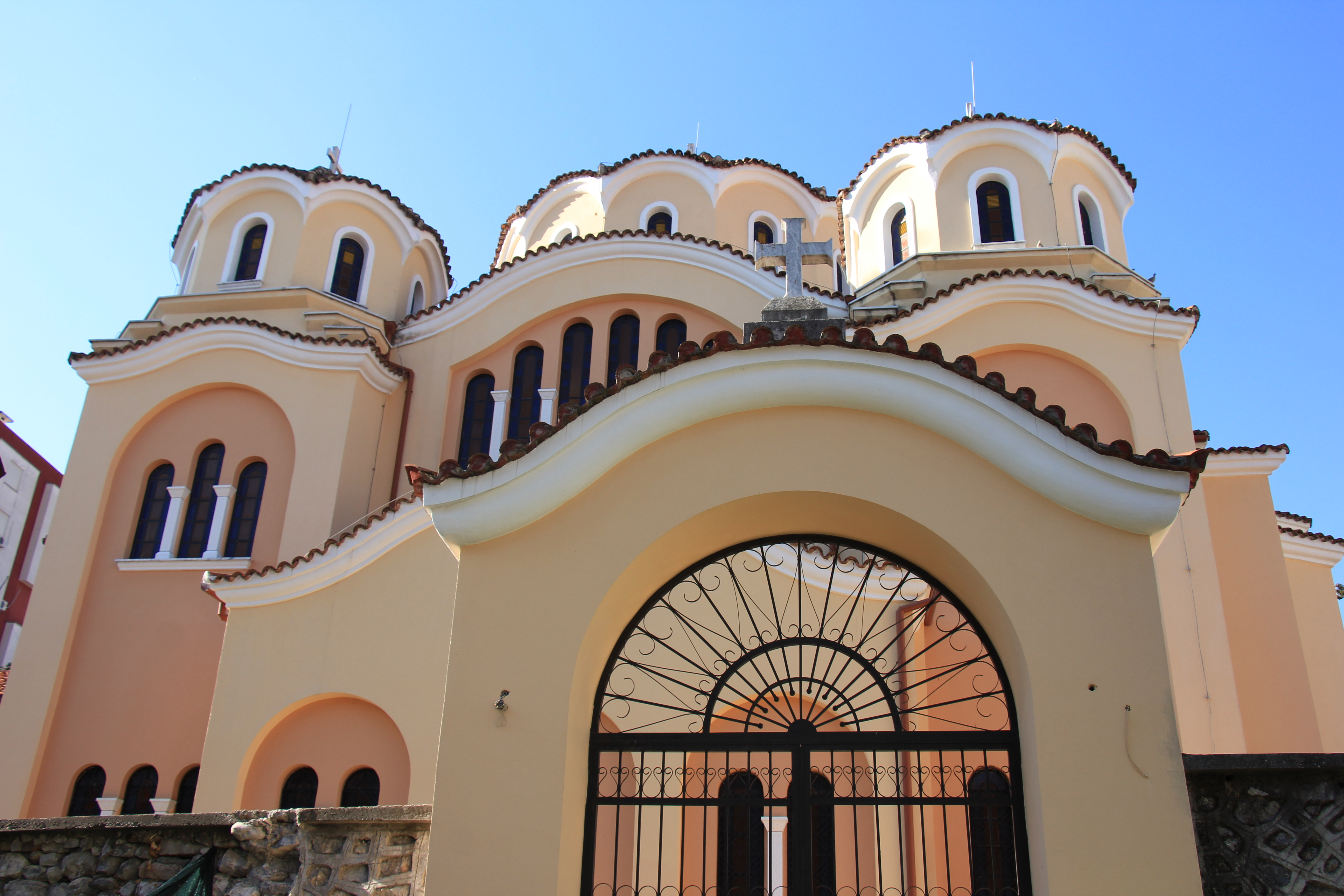
La cathédrale

La cathédrale de la Nativité-du-Christ (en albanais : Katedralja e Lindjes së Zotit) dans la ville de Scutari ou Shköder, au nord de l'Albanie, appartient à l'Église orthodoxe autocéphale d'Albanie.
L'église orthodoxe de la ville, achevée en 2000, se dresse sur le site d'une église en bois qui s'y trouvait, qui a été endommagée par une attaque explosive à la mi-août 1998. Le bâtiment en pierre d'aujourd'hui se compose d'une grande nef avec plusieurs coupoles et une tour séparée. La zone est entièrement clôturée pour des raisons de sécurité.